# Liste der Baudenkmale in Hohne
In der Liste der Baudenkmale in Hohne sind alle Baudenkmale der niedersächsischen Gemeinde Hohne im Landkreis Celle aufgelistet. Die Quelle der Einträge ist der Denkmalatlas Niedersachsen mit tw. Kürzungen. Der Stand der Liste ist der 19. Mai 2024.

## Allgemein
In den Spalten befinden sich folgende Informationen:
- Lage: die Adresse des Baudenkmales und die geographischen Koordinaten. Kartenansicht, um Koordinaten zu setzen. In der Kartenansicht sind Baudenkmale ohne Koordinaten mit einem roten Marker dargestellt und können in der Karte gesetzt werden. Baudenkmale ohne Bild sind mit einem blauen Marker gekennzeichnet, Baudenkmale mit Bild mit einem grünen Marker.
- Bezeichnung: Bezeichnung des Baudenkmales
- Beschreibung: die Beschreibung des Baudenkmales. Unter § 3 Abs. 2 NDSchG werden Einzeldenkmale und unter § 3 Abs. 3 NDSchG Gruppen baulicher Anlagen und deren Bestandteile ausgewiesen.
- ID: die Objekt-ID des Baudenkmales
- Bild: ein Bild des Baudenkmales, ggf. zusätzlich mit einem Link zu weiteren Fotos des Baudenkmals im Medienarchiv Wikimedia Commons. Wenn man auf das Kamerasymbol klickt, können Fotos zu Baudenkmalen aus dieser Liste hochgeladen werden:

## Helmerkamp
| Lage                                   | Bezeichnung | Beschreibung | ID       | Bild |
| -------------------------------------- | ----------- | --- | -------- | ---- |
| Haßloh 15 52° 35′ 50″ N, 10° 19′ 14″ O | Deputathaus | Eingeschossiger, traufständiger Fachwerkbau auf Sockel unter Satteldach in roter Hohlpfannendeckung. Zur Nordseite achsenmittiger Hauptzugang, südliche Fassade durchfenstert. Fachwerkgefüge mit geschosshohen Streben und roter Backsteinausfachung. 1872 errichtet.         | 33761361 | BW   |
| Haßloh 15 52° 35′ 49″ N, 10° 19′ 14″ O | Schafstall  | Zweiständer-Hallenhaus unter Schopfwalmdach in roter Hohlziegeldeckung. Einseitige Kübbung, Fassade vollständig mit Horizontalverbretterung. Nördliche Giebelseite über profilierten Knaggen vorkragend, südlich schräg abknickend, Gefache mit Holzbohlenausfachung. Um 1600. | 33761341 | BW   |

## Hohne
| Lage                                       | Bezeichnung               | Beschreibung | ID       | Bild           |
| ------------------------------------------ | ------------------------- | --- | -------- | -------------- |
| Dorfstraße 8 52° 35′ 17″ N, 10° 22′ 4″ O   | Wohn-/ Wirtschaftsgebäude | Zweigeschossiger, traufständiger Fachwerkbau unter Walmdach in roter Hohlpfannendeckung. Achsenmittiger Zugang eingezogen hinter Windfang, darüber Inschrift, oberer Abschluss mit Frontispitz mit Freigespärre. Achsensymmetrisches Fachwerkgefüge mit geschosshohen Streben sowie Andreaskreuzen. Mitte des 19. Jh. errichtet. | 33761447 | BW             |
| Dorfstraße 52° 35′ 17″ N, 10° 22′ 18″ O    | Himmelfahrtskirche Hohne  | Zweischiffiger Hallenbau in Feldstein- und Backstein-Klinkermauerwerk mit eingezogenem Chor und quadratischen Westturm. Langschiff, Turm und Chor auf hohen Feldsteinsockel in Zyklopenmauerwerk, nördlich bis zur Traufhöhe. Südseite und Chor mit gekuppelten und gestaffelten Rundbogenfenstern sowie Vertikalgliederung mit Strebepfeilern. Nordseite mit einzelnen, teils gekuppelten Rundbogenfenstern, zweigeschossigen Fachwerk-Querhausarm als Sakristei und Gemeinderaum sowie Hauptportal mit Windfang. Turm mit Lichtfenstern und rundbogigen Schallarkaden, mit gekehlten Pyramidendach in roter Hohlziegeldeckung. Im Inneren Mittelschiff mit Kreuzrippengewölbe sowie Seitenschiff mit Quertonnen und ornamentalen sowie figürlichen Ausmalungen im Jugendstil. Zur Ausstattung gehören Taufe und Renaissance-Kanzel von 1636/38, Orgelprospekt von 1821, Grabsteine des 17. und 18. Jh. sowie Glasmalereien hochwertiger Ausführung der Hamburger Werkstatt Kuball. Errichtet 1911-1913 nach Entwurf des Lüneburger Architekten Wilhelm Matthies. | 33761424 | Weitere Bilder |
| Dorfstraße 52° 35′ 18″ N, 10° 22′ 19″ O    | Kirchhof                  | Kirchhof mit rechteckiger Grundfläche. Durch Bruchsteinmauer eingefriedet und weist markanten Baumbestand auf. | 33761319 | BW             |
| Dorfstraße 52° 35′ 18″ N, 10° 22′ 18″ O    | Gefallenendenkmal         | Sandsteinpostament mit Kreuzigungsrelief mit zwei knienden Soldaten, oben von niedergelegten Laubkranz mit Helm abgeschlossen. Stirnseite und Flanken jeweils mit Widmungsinschrift und Namenslisten der im Ersten Weltkrieg gefallenen Soldaten. Errichtet um 1920. | 33761400 |                |
| Dorfstraße 35 52° 35′ 21″ N, 10° 22′ 25″ O | Herrenhaus                | Zweigeschossiges, queraufgeschlossenes Fachwerkhaus auf hohen Kellersockel unter Halbwalmdach in roter Hohlpfannendeckung. Achsenmittiger Zugang hinter zweiläufiger Treppe mit Kellerzugang, geschnitzte hölzerne Eingangstür des 19. Jh. mit Wappenstein im Brüstungsfach darüber, oben vom Frontispitz abgeschlossen. Symmetrisches Fachwerkgefüge mit zweifeldigen Streben und geschlämmter Backsteinausfachung. 1773(i). Im Inneren bauzeitliche Kachelöfen, rückwärtig Verandaanbau des 19. Jh. | 33761467 |                |
| Dorfstraße 35 52° 35′ 20″ N, 10° 22′ 28″ O | Brauereigebäude           | Eingeschossiger Fachwerkbau unter Halbwalmdach in roter Hohlpfannendeckung. Südliches Giebelfeld vorkragend, Fachwerkgefüge mit roter Backsteinausfachung. Errichtet Mitte 18. Jh. | 33761488 | BW             |
| Dorfstraße 35 52° 35′ 20″ N, 10° 22′ 26″ O | Allee                     | Zweireihige Lindenallee entlang der Zufahrt von der Dorfstraße zum Herrenhaus. | 33761533 | BW             |
| Dorfstraße 35 52° 35′ 19″ N, 10° 22′ 25″ O | Einfriedung               | Feldsteineinfriedung des Gutshofes, Torpfeiler mit eingelassenen Wappensteinen. | 33761553 | BW             |

## Spechtshorn
| Lage                                             | Bezeichnung       | Beschreibung | ID       | Bild |
| ------------------------------------------------ | ----------------- | --- | -------- | ---- |
| Spechtshorner Straße 52° 35′ 51″ N, 10° 23′ 4″ O | Gefallenendenkmal | Gärtnerisch gestaltete Anlage, von alten Bäumen umstanden. Auf einem Plateau, das über drei Stufen erreichbar ist, sind ein Kreuz und vier Quader aus Granit aufgestellt. Errichtet um 1950 als Denkmal für die Gefallenen der beiden Weltkriege 1914–18 und 1939–45; in die Quader sind die Namen der Gefallenen des Ortes eingraviert. | 33761574 |      |